# Мюллер, Бруно (гребец)
Бруно Мюллер (нем. Bruno Müller, 11 октября 1902, неизвестно — 8 июня 1975, неизвестно) — немецкий гребец, чемпион летних Олимпийских игр 1928 года в двойках вместе с Куртом Мёштером, четырёхкратный чемпион Германии.

## Биография
Бруно Мюллер родился в 1902 году. Заниматься академической греблей начал в гребном клубе Berliner RK Hellas. Первую значимую национальную награду Мюллер завоевал в 1927 году, став вместе с Куртом Мёштером стал победителем национального чемпионата в Шверине в соревнованиях двоек распашных без рулевого, а также третьим в четвёрках. В 1928 году Мюллер и Мётшер стали чемпионами в четвёрках, а также защитили титул чемпионов Германии в двойках. Также эта победа позволила Мюллеру и Мёштеру выступить на Олимпийских играх в Амстердаме.
На предварительном этапе Мюллер и Мёштер уверенно выиграли свой заезд, опередив гребцов из Франции и установив при этом новый лучший олимпийский результат (8:14,2). Во втором раунде были побеждены спортсмены из Нидерландов, а в полуфинале немецкие гребцы пришли к финишу раньше, чем их соперники из США, вновь показав лучшее олимпийское время (7:08,2). В финале Мюллеру и Мётшеру противостояли победители последней Королевской регаты Хенли британцы Теренс О’Брайен 
 Роберт Нисбет. Решающий заезд прошёл в упорной борьбе и закончился с небольшим преимуществом гребцов из Германии, установивших в очередной раз по ходу Игр новое лучшее олимпийское время (7:06,4). В 1929 году Мюллер и Мётшер в третий раз подряд стали чемпионами Германии в соревнованиях двоек распашных без рулевого.
Во время спортивной карьеры и после её завершения после Мюллер работал страховым агентом в Берлине.